# 易卜拉欣大惨案
易卜拉欣大惨案是指1994年2月25日，以色列约旦河西岸希伯伦一名手持自动步枪的犹太人巴鲁赫·戈尔茨坦在易卜拉清真寺内，向正在做礼拜的千余名巴勒斯坦穆斯林开枪扫射，当場射死29名巴勒斯坦人，射伤125人。而凶手巴鲁克·戈登斯坦在案发后被愤怒的巴勒斯坦人打死。还有26名巴勒斯坦人及2名以色列人在其后的骚乱中死亡，另有约300人受伤。
易卜拉欣大惨案發生後，以色列犹太人被禁止进入希伯伦的阿拉伯人社区。同時以色列當局要求住在希伯伦犹太人定居点附近的阿拉伯人離開當地。